# Марямполь (Зґерський повіт)
Марямполь (пол. Mariampol) — село в Польщі, у гміні Паженчев Зґерського повіту Лодзинського воєводства.
Населення — 105 осіб (2011).
У 1975-1998 роках село належало до Лодзинського воєводства.

## Демографія
Демографічна структура станом на 31 березня 2011 року:
|          | Загалом | Допрацездатний вік | Працездатний вік | Постпрацездатний вік |
| -------- | ------- | ------------------ | ---------------- | -------------------- |
| Чоловіки | 55      | 12                 | 37               | 6                    |
| Жінки    | 50      | 7                  | 27               | 16                   |
| Разом    | 105     | 19                 | 64               | 22                   |